# Temnopis jolyi
Temnopis jolyi är en skalbaggsart som beskrevs av Martins 1978. Temnopis jolyi ingår i släktet Temnopis och familjen långhorningar.
Artens utbredningsområde är Venezuela. Inga underarter finns listade i Catalogue of Life.